# Funan
Funan (egyszerűsített kínai írással: 扶南 Fúnán) vagy Nokor Phnom (khmerül: នគរភ្នំ Nokor Phnôm), korabeli feltételezett nevén Vnom (khmerül: វ្នំ Vnôm) egy ókori délkelet-ázsiai államalakulat volt, amely a mai Kambodzsa és Dél-Vietnám területén helyezkedett el. Körülbelül az i. sz. 1. századtól a 6. századig virágzott, és a régió egyik legkorábbi ismert szervezett államaként, a khmer kultúra bölcsőjeként tartják számon. Funan jelentős szerepet játszott a délkelet-ázsiai civilizáció fejlődésében, a kereskedelem és a kultúra létfontosságú központjaként szolgált.

## Története
A legendák szerint egy indiai kereskedelmi hajót megtámadtak a kalózok, akiket Szoma hercegnő, a helyi nága klán főnökének lánya vezetett. A Kaundinja vezette kereskedők visszavágtak és elhárították a támadókat, de a hajó megsérült, és javítás miatt a partra vetették. Az indiaiak óvakodtak a második támadástól, de Szoma hercegnőt lenyűgözte Kaundinja bátorsága, így feleségül ment hozzá, ketten pedig megalapították Funant.
A legendákon túllépve – noha az alapító házaspárt valós történelmi személyeknek tekintik és az államalapítókként tisztelik őket – Funan pontos eredetét továbbra is rejtély övezi, történészek és régészek különböző elméleteket állítottak fel. Úgy vélik, hogy az i. sz. 1. század körül alakult ki, valószínűleg a Mekong-delta és a környező területek helyi közösségei közötti növekvő gazdasági és társadalmi kölcsönhatások eredményeként. Funan korai története szorosan kapcsolódik az indiai befolyáshoz, különösen az indiai szubkontinensről származó kereskedőkkel való kereskedelmi kapcsolatok révén. Az indiai kereskedők nemcsak árukat, hanem vallási és kulturális örökséget közvetítettek, beleértve a hinduizmust és a buddhizmust. Ezek a vallások jelentős szerepet játszottak Funan társadalmának és kormányzásának alakításában.
Funan hanyatlása az i. sz. 6. század körül kezdődött, amelyet a belső zavargások, a külső nyomás és a térségben versengő államok megjelenése együttesen jellemzett. Más délkelet-ázsiai királyságok, például Csenla felemelkedése fokozatosan háttérbe szorította az állam befolyását. A Funan fénykorában lefektetett kulturális és vallási alapok megszűnése után is alakították Délkelet-Ázsia későbbi fejlődését. A funani tengeri kereskedelmi hálózatok megalapozták a régió jövőbeli gazdasági virágzását.
A mai Kambodzsa és Dél-Vietnám területén végzett régészeti ásatások számos, a funani civilizációhoz kapcsolódó leletet és építményt tártak fel. Ezek a felfedezések, köztük kerámiák, ékszerek, vallási emlékek és városi települések értékes betekintést nyújtottak a gazdaságtörténetébe és társadalmába.

## Társadalom
Funan feltehetőleg egy magasan szervezett állam volt, központosított politikai rendszerrel. Funan uralkodói jelentős hatalommal rendelkeztek, és egyszerre töltöttek be világi és vallási vezetői szerepet. A társadalom rétegzett volt, a csúcson egy uralkodó elit állt, amelyet kereskedők, kézművesek és földművesek követtek.
A kereskedelem alapvető szempont volt a funani társadalomban, mivel stratégiai elhelyezkedése a tengeri és szárazföldi kereskedelmi útvonalak mentén megkönnyítette a cserekapcsolatokat Indiával, Kínával és más délkelet-ázsiai országokkal. Funan kulcsfontosságú szerepet töltött be az Indiai-óceán és a Dél-kínai-tenger közötti kereskedelemben, és olyan értékes árucikkeket közvetített, mint a nemesfémek, fűszerek és luxuscikkek. Az állam kereskedelmi erejét mutatja, hogy az akkor részét képező, ma Vietnámhoz tartozó Óc Eo még a Római Birodalommal is kereskedelmi kapcsolatban állt.

## Vallási élet
Funant vallási szinkretizmus jellemezte, a hinduizmus és a buddhizmus egymás mellett élt és keveredett az őshonos hiedelmekkel, ami egy egyedülálló vallási hagyomány kialakulásához vezetett. A hindu isteneknek és buddhista istenségeknek szentelt templomokat és vallási emlékműveket építettek szerte Funanban. Az indiai eredetű írásrendszerek, különösen a pallava írás átvétele megkönnyítette a vallási szövegek terjesztését és az államigazgatást. A funani értelmiség feltehetőleg ezeket az írásokat használta hivatalos feliratokhoz és közigazgatási célokra.